# 1972年の日本
1972年の日本（1972ねんのにほん）では、1972年（昭和47年）の日本の出来事・流行・世相などについてまとめる。

## 他の紀年法
日本では、西暦の他にも以下の紀年法を使用している。なお、以下の紀年法は西暦と月日が一致している。
- 元号
  - 昭和47年
- 神武天皇即位紀元
  - 皇紀2632年
- 干支
  - 壬子（みずのえ ね）

## カレンダー
| 1月 |    |    |    |    |    |    |
| 日  | 月 | 火 | 水 | 木 | 金 | 土 |
|     |    |    |    |    |    | 1  |
| 2   | 3  | 4  | 5  | 6  | 7  | 8  |
| 9   | 10 | 11 | 12 | 13 | 14 | 15 |
| 16  | 17 | 18 | 19 | 20 | 21 | 22 |
| 23  | 24 | 25 | 26 | 27 | 28 | 29 |
| 30  | 31 |    |    |    |    |    |
|     |    |    |    |    |    |    |

| 2月 |    |    |    |    |    |    |
| 日  | 月 | 火 | 水 | 木 | 金 | 土 |
|     |    | 1  | 2  | 3  | 4  | 5  |
| 6   | 7  | 8  | 9  | 10 | 11 | 12 |
| 13  | 14 | 15 | 16 | 17 | 18 | 19 |
| 20  | 21 | 22 | 23 | 24 | 25 | 26 |
| 27  | 28 | 29 |    |    |    |    |
|     |    |    |    |    |    |    |

| 3月 |    |    |    |    |    |    |
| 日  | 月 | 火 | 水 | 木 | 金 | 土 |
|     |    |    | 1  | 2  | 3  | 4  |
| 5   | 6  | 7  | 8  | 9  | 10 | 11 |
| 12  | 13 | 14 | 15 | 16 | 17 | 18 |
| 19  | 20 | 21 | 22 | 23 | 24 | 25 |
| 26  | 27 | 28 | 29 | 30 | 31 |    |
|     |    |    |    |    |    |    |

| 4月 |    |    |    |    |    |    |
| 日  | 月 | 火 | 水 | 木 | 金 | 土 |
|     |    |    |    |    |    | 1  |
| 2   | 3  | 4  | 5  | 6  | 7  | 8  |
| 9   | 10 | 11 | 12 | 13 | 14 | 15 |
| 16  | 17 | 18 | 19 | 20 | 21 | 22 |
| 23  | 24 | 25 | 26 | 27 | 28 | 29 |
| 30  |    |    |    |    |    |    |
|     |    |    |    |    |    |    |

| 5月 |    |    |    |    |    |    |
| 日  | 月 | 火 | 水 | 木 | 金 | 土 |
|     | 1  | 2  | 3  | 4  | 5  | 6  |
| 7   | 8  | 9  | 10 | 11 | 12 | 13 |
| 14  | 15 | 16 | 17 | 18 | 19 | 20 |
| 21  | 22 | 23 | 24 | 25 | 26 | 27 |
| 28  | 29 | 30 | 31 |    |    |    |
|     |    |    |    |    |    |    |

| 6月 |    |    |    |    |    |    |
| 日  | 月 | 火 | 水 | 木 | 金 | 土 |
|     |    |    |    | 1  | 2  | 3  |
| 4   | 5  | 6  | 7  | 8  | 9  | 10 |
| 11  | 12 | 13 | 14 | 15 | 16 | 17 |
| 18  | 19 | 20 | 21 | 22 | 23 | 24 |
| 25  | 26 | 27 | 28 | 29 | 30 |    |
|     |    |    |    |    |    |    |

| 7月 |    |    |    |    |    |    |
| 日  | 月 | 火 | 水 | 木 | 金 | 土 |
|     |    |    |    |    |    | 1  |
| 2   | 3  | 4  | 5  | 6  | 7  | 8  |
| 9   | 10 | 11 | 12 | 13 | 14 | 15 |
| 16  | 17 | 18 | 19 | 20 | 21 | 22 |
| 23  | 24 | 25 | 26 | 27 | 28 | 29 |
| 30  | 31 |    |    |    |    |    |
|     |    |    |    |    |    |    |

| 8月 |    |    |    |    |    |    |
| 日  | 月 | 火 | 水 | 木 | 金 | 土 |
|     |    | 1  | 2  | 3  | 4  | 5  |
| 6   | 7  | 8  | 9  | 10 | 11 | 12 |
| 13  | 14 | 15 | 16 | 17 | 18 | 19 |
| 20  | 21 | 22 | 23 | 24 | 25 | 26 |
| 27  | 28 | 29 | 30 | 31 |    |    |
|     |    |    |    |    |    |    |

| 9月 |    |    |    |    |    |    |
| 日  | 月 | 火 | 水 | 木 | 金 | 土 |
|     |    |    |    |    | 1  | 2  |
| 3   | 4  | 5  | 6  | 7  | 8  | 9  |
| 10  | 11 | 12 | 13 | 14 | 15 | 16 |
| 17  | 18 | 19 | 20 | 21 | 22 | 23 |
| 24  | 25 | 26 | 27 | 28 | 29 | 30 |
|     |    |    |    |    |    |    |

| 10月 |    |    |    |    |    |    |
| 日   | 月 | 火 | 水 | 木 | 金 | 土 |
| 1    | 2  | 3  | 4  | 5  | 6  | 7  |
| 8    | 9  | 10 | 11 | 12 | 13 | 14 |
| 15   | 16 | 17 | 18 | 19 | 20 | 21 |
| 22   | 23 | 24 | 25 | 26 | 27 | 28 |
| 29   | 30 | 31 |    |    |    |    |
|      |    |    |    |    |    |    |

| 11月 |    |    |    |    |    |    |
| 日   | 月 | 火 | 水 | 木 | 金 | 土 |
|      |    |    | 1  | 2  | 3  | 4  |
| 5    | 6  | 7  | 8  | 9  | 10 | 11 |
| 12   | 13 | 14 | 15 | 16 | 17 | 18 |
| 19   | 20 | 21 | 22 | 23 | 24 | 25 |
| 26   | 27 | 28 | 29 | 30 |    |    |
|      |    |    |    |    |    |    |

| 12月 |    |    |    |    |    |    |
| 日   | 月 | 火 | 水 | 木 | 金 | 土 |
|      |    |    |    |    | 1  | 2  |
| 3    | 4  | 5  | 6  | 7  | 8  | 9  |
| 10   | 11 | 12 | 13 | 14 | 15 | 16 |
| 17   | 18 | 19 | 20 | 21 | 22 | 23 |
| 24   | 25 | 26 | 27 | 28 | 29 | 30 |
| 31   |    |    |    |    |    |    |
|      |    |    |    |    |    |    |

## 在職者
- 天皇: 裕仁
- 内閣総理大臣: 佐藤栄作（自由民主党）、7月7日より田中角栄（自由民主党）
- 内閣官房長官: 竹下登（自由民主党）、7月7日より二階堂進（自由民主党）
- 最高裁判所長官: 石田和外
- 衆議院議長: 船田中（自由民主党）、12月22日より中村梅吉（自由民主党）
- 参議院議長: 河野謙三（自由民主党）
- 国会: 第68回 (常会, 1月29日-6月16日)、第69回 (臨時会, 7月6日-12日)、第70回 (臨時会, 10月28日-11月13日)

## できごと

### 1月
- 1月15日 - 鍛冶屋原線がこの日限りで廃止。
- 1月24日 - グアム島で元日本陸軍兵士横井庄一発見[書籍 1][書籍 2]。
- 1月31日 - 細島線の旅客営業がこの日限りで廃止。

### 2月
- 2月2日 - 1月24日にグアム島で発見された残留日本兵の横井庄一が帰国[1]。帰国時に羽田空港で「恥ずかしいけれども帰って参りました」と発言し、その後の記者会見で「恥ずかしながら生きながらえておりましたけども」と発言したことから、これらを合わせた「恥ずかしながら帰って参りました」が流行語となる。
- 2月3日 - 札幌オリンピックの開会式が実施されこの日より開催[書籍 1][書籍 3]。2月13日まで。
- 2月6日 - 小本線浅内駅 - 岩泉駅間が開業し、同線の路線名を岩泉線に改称。
- 2月15日 - 花巻電鉄がこの日限りで全線廃止。
- 2月18日 - 小僧寿し本部設立。
- 2月19日
  - 長野県軽井沢町にある企業保養所「浅間山荘」に連合赤軍のメンバーが人質を取って籠城[書籍 1][書籍 4]。2月28日に全員逮捕。
  - 上田交通真田傍陽線がこの日限りで廃止。
- 2月24日 - 山陽新幹線・新神戸駅 - 相生駅間で行われた速度向上試験で当時の世界最高記録286km/hを達成。
- 2月27日 - 宮古線（現・三陸鉄道リアス線）が開業。
- 2月29日 - 三国線・篠山線・熊本市電水道町 - 子飼橋間がこの日限りで廃止。

### 3月
- 3月3日 - 似鳥昭雄が北海道札幌市で立ち上げた家具店「似鳥家具店」が法人格へ移行、「似鳥家具卸センター株式会社」を設立（現・ニトリ）。
- 3月6日 - 新日本プロレス旗揚げ。
- 3月10日 - 三洋自動販売機（後に東京三洋電機→三洋電機に吸収合併）の子会社として大和フーヅ設立。
- 3月12日 - 東武東上線成増駅前にモスバーガーの第一号実験店舗が開店。
- 3月15日 - 山陽新幹線・新大阪駅-岡山駅間開業[書籍 5][書籍 6]。大ダイヤ改正をこれに伴い実施。岡山駅から山陰・四国方面の特急が増発される。
- 3月20日 - トヨタ自動車が「カローラレビン」/「スプリンタートレノ」を発売。
- 3月21日 - 奈良県高市郡明日香村の高松塚古墳で極彩色壁画が発見される[書籍 1][書籍 6]。
- 3月26日 - 高松塚古墳を発掘調査していた橿原考古学研究所が「古墳内部で法隆寺壁画に匹敵する壁画を発見」と発表した。
- 3月27日 - 第44回選抜高等学校野球大会が阪神甲子園球場で開幕。
- 3月31日
  - 北海道最後の簡易軌道であった浜中町営軌道がこの日限りで廃止。
  - 横浜市電と横浜市営トロリーバスがこの日限りで全線同時廃止[書籍 7]。日本から都市交通としてのトロリーバスが消滅。
  - 玉野市営電気鉄道がこの日限りで廃止。
  - 宇品線がこの日限りで廃止。

### 4月
- 4月1日
  - 札幌市、川崎市、福岡市が政令指定都市に指定[書籍 8]。
  - 福岡県筑紫郡春日町・大野町・筑紫野町および三井郡小郡町が市制施行し、それぞれ春日市・大野城市・筑紫野市・小郡市となる。
  - 日本専売公社、たばこの全銘柄のパッケージに「健康のため吸いすぎに注意しましょう」の文言を記載。
  - 明治製菓が明治商事を吸収合併し、明治商事の乳製品部門を兄弟会社の明治乳業に移管。
  - 北海道文化放送、テレビ神奈川、びわ湖放送が開局。
  - 東急田園都市線つくし野駅 - すずかけ台駅間が開業。
- 4月3日 - 日本ビクターがスピーカー「SX-3」を発売。
- 4月4日
  - 外務省機密漏洩事件で毎日新聞の西山太吉記者らが逮捕される[書籍 9]。
  - 大分交通別大線がこの日を最後に営業終了。
- 4月5日 - 日本テレビ、『水曜ロードショー』放映開始。
- 4月7日 - 第44回選抜高等学校野球大会の決勝戦が阪神甲子園球場で行われ、東京都の日大櫻丘高校が兄弟校の日大三に5対0で勝利し、初優勝。
- 4月10日 - 埼玉県入間郡富士見町が市制を施行し富士見市となる。
- 4月16日 - 川端康成が逗子市でガス自殺[書籍 10]。

### 5月
- 5月1日 - シチズン時計が「コスモトロン<スペシャル>」を発売。
- 5月10日 - 中滝製薬工業の販売部門を分離してカネボウ薬品販売設立（1974年、鐘紡への吸収合併を機にカネボウ薬品に社名変更）。
- 5月13日
  - 川俣線がこの日限りで廃止。
  - 大阪府 大阪市南区（現・中央区）千日前の千日デパートで火災[書籍 11][書籍 12]。死者118人、負傷者81人。日本のビル火災史上、最大の惨事。
- 5月15日 - 沖縄の施政権がアメリカから日本へ返還され、沖縄県発足[書籍 5][書籍 13]。同時に日本専売公社は沖縄向けのたばこ「うるま」・「バイオレット」・「ハイトーン」の生産を開始。
- 5月31日 - 三井芦別鉄道の旅客営業がこの日限りで廃止。

### 6月
- 6月1日 - 白元が「ソックタッチ」を発売[書籍 14]。
- 6月8日 - 労働安全衛生法施行。
- 6月11日 - 田中角栄通産相が「日本列島改造論」発表[書籍 5][書籍 15]。
- 6月12日 - コンコルドが東京国際空港に飛来[書籍 16]。
- 6月14日 - 日本航空ニューデリー墜落事故[書籍 15]。
- 6月15日 - 名張毒ぶどう酒事件の被疑者である奥西勝の上告を最高裁判所が棄却。奥西の死刑が確定する。その後、2015年に奥西が死去するまで43年間にわたり、再三にわたり再審請求が起こされるも認められず、死刑も執行されることはなかった。
- 6月17日 - 佐藤栄作首相退陣表明[書籍 5]。新聞記者を全員退去させ“テレビ主導”となった前代未聞の退陣会見に[書籍 15]。
- 6月18日 - 札沼線新十津川駅 - 石狩沼田駅間がこの日限りで廃止。
- 6月19日 - 東洋工業が「シャンテ」を発売。
- 6月20日 - サントリーが業界初の500ミリリットル入り缶ビール（ロング缶）を発売。缶ビール容器多様化の始まり。
- 6月24日 - 北陸鉄道能登線がこの日限りで廃止。
- 6月26日 - 第一ホテル殺人事件
- 6月27日 - 最高裁判所で日照権が初めて認められる判決が下される[書籍 5][書籍 17]。
- 6月30日 - 都営地下鉄三田線日比谷駅 - 巣鴨駅間開業。

### 7月
- 7月5日 - 土讃本線繁藤駅付近で前日からの集中豪雨による大規模な土砂崩れが発生。繁藤駅に停車中の普通列車と同駅周辺の民家が土砂崩れに巻き込まれ、60人が死亡。
- 7月7日 - 田中角栄が第64代内閣総理大臣に就任し第1次田中角栄内閣発足[書籍 18][書籍 19]。大正生まれ初の内閣総理大臣であり、初の新潟県出身の内閣総理大臣となる。
- 7月12日 - ハイセイコーが大井競馬場でデビュー。
- 7月15日
  - 国鉄総武本線の津田沼駅 - 錦糸町駅間が複々線化。同時に快速線の錦糸町駅 - 東京駅間が開業。
  - 富士重工業（スバル）が「レックス」を発売。
  - 本田技研工業が「シビック」を発売（9月20日には「ライフステップバン」を発売）。
- 7月16日 - 大相撲名古屋場所は前頭4枚目・高見山が13勝2敗で初優勝[書籍 20]。外国人力士の幕内最高優勝は史上初[書籍 21]。
- 7月20日 - 青年漫画雑誌「ビッグコミックオリジナル」（小学館）創刊。「ビッグコミック」の姉妹誌。
- 7月21日
  - 日本テレビ系で刑事ドラマ『太陽にほえろ!』放送開始。1986年まで14年続く長寿番組となった。
  - 少年ライフル魔事件の犯人の死刑が執行される。
- 7月22日 - 日ノ影線日ノ影駅 - 高千穂駅間が開業し、同線の路線名を高千穂線に改称。
- 7月24日 - 津地裁四日市支部、四日市ぜんそく訴訟で住民側勝訴の判決を下す[書籍 11][書籍 22]。

### 8月
- ダイエーが半期売上で三越を抜いて小売業界第1位となる。
- 8月3日 - カシオ計算機が世界初のパーソナル電卓「カシオミニ」を発売[書籍 23]。
- 8月11日 - 第54回全国高等学校野球選手権大会が開幕。
- 8月23日 - 第54回全国高等学校野球選手権大会の決勝戦が甲子園球場で13時から行われ、大分県の津久見高校が山口県の柳井に3対1で勝利し、初優勝。
- 8月24日 - 中日球場の中日-巨人戦で、試合中の午後7時15分に爆破予告事件があり、試合が一時中断。警察による安全確認ののち午後8時3分に試合再開[2]。
- 8月31日
  - 北陸鉄道浅野川線内灘駅 - 粟ヶ崎海岸駅間がこの日限りで休止。
  - 1944年に不要不急線として休止されていた安濃鉄道が正式に廃止。

### 9月
- 9月1日 - 富士重工業が「レオーネエステートバン」を発売。
- 9月1日-9月12日 - 日本全国の書店で書店ストライキ[書籍 11][書籍 24]。
- 9月2日 - 必殺シリーズの第1作『必殺仕掛人』（朝日放送）が放送開始。
- 9月8日 - 白糠線上茶路駅 - 北進駅間開業。
- 9月9日 - 古江線の海潟温泉駅 - 国分駅間が開業し、同時に同線全線を大隅線と改称。
- 9月14日 - 閣議でむつ小川原開発を了承（列島改造の最初）[書籍 25]。
- 9月15日 - 加越能鉄道加越線がこの日限りで廃止。
- 9月19日 - 阪神甲子園球場の阪神-巨人戦でアルプススタンド爆破予告電話があり、12分間試合が中断。爆弾は発見されず試合再開。
- 9月25日 - 田中角栄首相が訪中し、周恩来首相と会談[書籍 18][書籍 26]。
- 9月29日
  - 日本国と中華人民共和国が日中共同声明に調印、日中国交正常化[書籍 18][書籍 26]。
  - ロッテリアが高島屋日本橋店北別館1階と松坂屋上野店で1号店を開店。
- 9月30日 - 福島臨海鉄道本線の旅客営業がこの日限りで廃止。貨物線として営業を継続。

### 10月
- 10月1日
  - 自動車の初心者マークが制定[書籍 27]。
  - 日本テレビのバラエティ番組「シャボン玉ホリデー」が11年4か月の放送に幕。
- 10月2日
  - 永谷園が「すし太郎」を発売。
  - 鹿児島県の桜島が噴火。
  - 長崎本線喜々津駅 - 浦上駅間の新線（市布駅経由）が開業。旧線（長与駅経由）も引き続き営業。
- 10月4日 - 昭和初期を代表する歌手の東海林太郎が死去（享年73）[書籍 28]。
- 10月5日 - 東名高速道路と中央自動車道が日本初のジャンクションである小牧JCTにより直結。
- 10月7日 - 巨人が8年連続セ・リーグ優勝（V8）。同日、阪神のエース・村山実が現役引退を表明。
- 10月8日 - 国立天文台がこの日の夜にジャコビニ流星群の流星が大量に発生するという予想を事前に発表しており、注目を集めたが、実際には流星はほとんど現れることなく終わった[3]。
- 10月10日 - 京都市に梅小路蒸気機関車館が開館（現・京都鉄道博物館）。
- 10月14日 - 日本の鉄道開業100年[書籍 29]。
- 10月19日 - フィリピンのルバング島にて警察と生き残りの日本兵とで銃撃戦が発生する[書籍 29]。（一人死亡・一人負傷のまま逃亡）
- 10月20日 - 営団地下鉄千代田線の霞ケ関駅 - 代々木公園駅間が開業。
- 10月21日 - 全日本プロレス旗揚げ前夜祭が行われる。
- 10月22日
  - 全日本プロレス旗揚げ。
  - 戦後の爆笑王、柳家金語楼死去（享年71）[書籍 30]。
- 10月28日
  - 日中国交正常化を記念して上野動物園にジャイアントパンダのランラン、カンカンが来園[書籍 31]。
  - プロ野球日本シリーズ、巨人が阪急を4勝1敗で下しシリーズ8連覇（V8）。
- 10月31日
  - 幌内線三笠駅 - 幌内駅間の旅客営業がこの日限りで廃止。
  - 舞鶴線中舞鶴支線がこの日限りで廃止。

### 11月
- 11月2日 - 北海道奈井江町の石狩炭鉱でガス爆発による落盤事故があり、作業員31人全員が生埋めにより死亡[書籍 32]。
- 11月6日
  - 国鉄北陸トンネル内を走行中の大阪発青森行き急行列車「きたぐに」の食堂車から出火し、30人が死亡[書籍 33]。
  - 羽田空港発福岡空港行きの日航機がハイジャックされる[書籍 34]。
- 11月9日
  - 大阪市営地下鉄四つ橋線の玉出駅 - 住之江公園駅間が開業し、全線開業。
  - 西鉄ライオンズが球団経営権を福岡野球に譲渡。スポンサー名にちなむ太平洋クラブライオンズに球団名変更[Web 1]。
- 11月13日
  - 衆議院解散（日中解散）。
  - 東北自動車道開通（岩槻IC - 宇都宮IC）[書籍 33]。
  - ソ連に亡命していた女優・岡田嘉子が一時帰国[書籍 11][書籍 33]。
- 11月15日 - 本田技研工業が「ホンダ・145」を発売。
- 11月28日 - 日本航空シェレメーチエヴォ墜落事故[書籍 35]。

### 12月
- 12月4日 - 八丈島東方沖地震が発生[書籍 36]。
- 12月10日 - 第33回衆議院議員総選挙投票（1976年12月9日任期満了）[書籍 18][書籍 36]。自由民主党が安定多数確保も17議席減。この選挙で小泉純一郎、加藤紘一、山崎拓、三塚博、村山富市などが初当選。
- 12月15日 - 越美北線勝原駅 - 九頭竜湖駅間延伸開業。
- 12月16日 - 横浜市営地下鉄が開業。最初に開業した路線は1号線（現・ブルーライン）伊勢佐木長者町駅 - 上大岡駅間[書籍 36]。
- 12月31日
  - 出光興産釧路油槽所でボイラーが爆発。建物7棟損壊。2名死亡、8名負傷[書籍 37]。
  - 旭川電気軌道の軌道路線（東旭川線・東川線）がこの日限りで全線廃止。
  - 上武鉄道の旅客営業がこの日限りで廃止。

## 天候・天災・観測等
- 昭和47年7月豪雨 - 本年7月3日〜同13日にかけての集中豪雨。

## 文化と芸術

### 出版

#### 文学
- 芥川賞
  - 第67回（1972年上半期） - 畑山博 『いつか汽笛を鳴らして』、宮原昭夫 『誰かが触った』
  - 第68回（1972年下半期） - 山本道子 『ベティさんの庭』、郷静子 『れくいえむ』
- 直木賞
  - 第67回（1972年上半期） - 綱淵謙錠『斬』、井上ひさし『手鎖心中』
  - 第68回（1972年下半期） - 該当作品なし
- 江戸川乱歩賞
  - 第18回 - 和久峻三『仮面法廷』

#### 漫画
- 2月 - ポーの一族、別冊少女コミック3月号に第1話「すきとおった銀の髪」が掲載（シリーズとしての本格連載は9月号の「ポーの一族」から）。
- 4月 - ベルサイユのばら、週刊マーガレットで連載開始
- 4月 - ドカベン、週刊少年チャンピオンで連載開始
- 超人ロック、『月刊OUT』（みのり書房）の増刊「ランデヴー」誌で「新世界戦隊」を連載開始。これが初の商業誌連載となる。

### 音楽
- ちあきなおみ「喝采」1972年度第14回日本レコード大賞大賞受賞曲
- 古井戸「さなえちゃん」
- モップス「たどりついたらいつも雨ふり」
- 遠藤賢司「カレーライス」
- ウィッシュ「お葬式」
- ピンクピクルス「一人の道」
- 猫 「雪」「地下鉄に乗って」
- 五輪真弓「少女」
- 宮史郎とぴんからトリオ「女のみち」
- 小柳ルミ子「瀬戸の花嫁」「雪あかりの町」「京のにわか雨」
- よしだたくろう「旅の宿」「結婚しようよ」
- 天地真理「ひとりじゃないの」「ちいさな恋」「虹をわたって」
- 沢田研二「許されない愛」「あなただけでいい」
- 欧陽菲菲「恋の追跡（ラブ・チェイス）」「夜汽車」
- 平浩二「バス・ストップ」
- 千葉紘子「折鶴」
- 内山田洋とクール・ファイブ「恋唄」「この愛に生きて」
- BUZZ「ケンとメリー - 愛は風のように - 」
- 山本リンダ「どうにもとまらない」「狂わせたいの」
- 平田隆夫とセルスターズ「悪魔がにくい」「ハチのムサシは死んだのさ」
- 五木ひろし「待っている女」「かもめ町みなと町」「夜汽車の女」「旅鴉」
- 石橋正次「夜明けの停車場」 「鉄橋をわたると涙がはじまる」
- 青い三角定規「太陽がくれた季節」
- 南沙織「ともだち」「純潔」「哀愁のページ」
- 和田アキ子「あの鐘を鳴らすのはあなた」1972年度第14回日本レコード大賞最優秀歌唱賞受賞曲「夏の夜のサンバ」「夜明けの夢」
- トワ・エ・モワ「虹と雪のバラード」
- 橋幸夫「子連れ狼」
- 奥村チヨ「終着駅」
- 麻丘めぐみ「芽ばえ」1972年度第14回日本レコード大賞最優秀新人賞受賞曲
- ペドロ&カプリシャス「別れの朝」
- 尾崎紀世彦「愛する人はひとり」
- 郷ひろみ「男の子女の子」
- 野口五郎「めぐり逢う青春」「悲しみの日曜日」「青い日曜日」
- 西城秀樹「恋する季節」「恋の約束」
- チューインガム「風と落葉と旅人」
- もとまろ、岩渕リリ、その他の競作「サルビアの花」
- 鹿内孝「本牧メルヘン」
- 上條恒彦「だれかが風の中で」
- 三善英史「雨」
- 森昌子「せんせい」「同級生」
- ガロ「学生街の喫茶店」
- チェリッシュ「ひまわりの小径」「古いお寺にただひとり」
- あがた森魚「赤色エレジー」
- ビリー・バンバン「さよならをするために」「れんげ草」
- 森田健作「友達よ泣くんじゃない」
- 本田路津子「耳をすましてごらん」
- 森進一「波止場町」「旅路のはてに」
- ハニー・ナイツ「ふりむかないで」
- アグネス・チャン「ひなげしの花」
- 金森勢・杉並児童合唱団「ピンポンパン体操」
- 坂本スミ子「夜が明けて」
- 藤圭子「京都から博多まで」「花は流れて」
- 井上順之「涙」
- 朱里エイコ「北国行きで」「恋の衝撃」
- 邦楽ではジャパニース・ポップス、洋楽ではグラム・ロック、ブラス・ロックの全盛期だった。

### 演劇
宝塚歌劇団

### 映画
- 地球攻撃命令 ゴジラ対ガイガン
- 怪獣大奮戦 ダイゴロウ対ゴリアス
- 約束（松竹、出演：萩原健一・岸惠子、キネマ旬報ベストテン第5位）
- 現代やくざ 人斬り与太
- 忍ぶ川

### テレビ
ドラマ
- 太陽にほえろ!（日本テレビ系、7月21日〜1986年11月14日、出演：石原裕次郎）
- 金曜ドラマ（TBS系、4月 - 家族日誌が第一作）
- 木枯し紋次郎(フジテレビ系、出演：中村敦夫）
- 必殺シリーズ（朝日放送・TBS（1975年4月からはテレビ朝日）系、第一作は必殺仕掛人）
- 新・平家物語（NHK大河ドラマ、出演：仲代達矢、中村玉緒）
- 藍より青く（NHK連続テレビ小説、出演：真木洋子）
- 飛び出せ!青春（日本テレビ、2月20日 - 1973年2月18日、出演：村野武範）
- タイム・トラベラー（NHK、「少年ドラマシリーズ」第1作）

特撮
- ウルトラマンA（TBS系、4月7日 - 1973年3月30日）
- 超人バロム・1（読売テレビ系、4月2日 - 11月26日）
- 変身忍者嵐（毎日放送・NET系、4月7日 - 1973年2月23日）
- 人造人間キカイダー（NET系、7月8日 - 1973年5月5日）
- アイアンキング（TBS系、10月 - 1973年4月）
- 突撃!ヒューマン!!（日本テレビ系、10月 - 12月）

その他
- 4月1日 - 北海道文化放送（フジテレビ系）、テレビ神奈川、びわ湖放送が開局。
- 5月15日 - 沖縄の本土復帰に伴い、NHK沖縄放送局が開局（沖縄放送協会が解散）。沖縄テレビ放送・琉球放送ともにコールサインとチャンネル番号を変更（両局の項を参照）。
- 10月1日 - シャボン玉ホリデー（日本テレビ系）終了。
- 12月31日 - 第23回NHK紅白歌合戦放送。東京宝塚劇場での最後の紅白となった。

### アニメ
アニメーション映画
テレビアニメ
- 1月4日 「樫の木モック」放映開始
- 1月9日 「ムーミン」放映開始
- 1月10日 「正義を愛する者 月光仮面」放映開始
- 4月1日 「海のトリトン」放映開始
- 4月3日 「魔法使いチャッピー」放映開始
- 4月5日 「赤胴鈴之助」放映開始
- 4月23日 「アニメドキュメント ミュンヘンへの道」放映開始
- 7月8日 「デビルマン」放映開始
- 8月27日 「モンシェリCoCo」放映開始
- 10月1日 「科学忍者隊ガッチャマン」放映開始
- 10月4日 「アストロガンガー」放映開始
- 10月5日 「かいけつタマゴン」、「ハゼドン」放映開始
- 10月7日 「おんぶおばけ」、「ど根性ガエル」放映開始
- 12月3日 「マジンガーZ」放映開始

### コマーシャル
| キャッチフレーズなど   | 商品名など             | メーカー     | 出演者       | 音楽         |
| ---------------------- | ---------------------- | ------------ | ------------ | ------------ |
| あんた、松下さん?      | MAC                    | 松下電器     | 愛川欽也     | -            |
| のんびり行こうよ       | モービルガソリン       | モービル石油 | 鈴木ヒロミツ | マイク眞木   |
| さわやか律子さん       | 花王フェザーシャンプー | 花王石鹸     | 中山律子     | 森田公一     |
| 愛情はつらつ           | -                      | 丸井         | -            | 小林亜星     |
| 金曜日はワインを買う日 | サントリーワイン       | サントリー   | -            | -            |
| 若さだよヤマちゃん     | サントリービール純生   | サントリー   | 佐藤允       | -            |
| 答え一発               | カシオミニ             | カシオ計算機 | -            | はやし・こば |

## スポーツ

### 総合競技大会
- 第27回国民体育大会 (太陽国体)

#### オリンピック
- 冬季（札幌） - 日本およびアジア史上初の冬季オリンピック。
- 夏季（ミュンヘン）

### 各競技

#### 野球
- プロ野球
  - セ・リーグ優勝 読売ジャイアンツ
  - パ・リーグ優勝 阪急ブレーブス
  - 日本シリーズ優勝 読売ジャイアンツ（4勝1敗）
- 高校野球
  - 春優勝 日大櫻丘（東京都）
  - 夏優勝 津久見（大分県）

#### 相撲
- 大相撲（幕内最高優勝）
  - 初場所 栃東知頼
  - 春場所 長谷川勝敏
  - 夏場所 輪島博
  - 名古屋場所 高見山大五郎初の外国人力士優勝
  - 秋場所 北の富士勝昭
  - 九州場所 琴櫻傑將

## 誕生
この年に生まれた人物は、木村拓哉（11月13日生）の人気にちなみ「キムタク世代」と呼ばれることがある。ただし、生年による区分と、学年による区分で範囲に揺れがあり、早生まれの野球選手は元木世代と呼ばれる。

### 1月
- 1月1日 - 善村一仁、元プロ野球選手
- 1月5日 - 楠本柊生、演出家・脚本家・劇作家・俳優（+ 2021年）
- 1月7日 - 玉春日良二、大相撲力士・関脇
- 1月8日 - 田村亮[7]、お笑い芸人（ロンドンブーツ1号2号）
- 1月9日 - 中川祐子、フリーアナウンサー
- 1月10日 - 山口達也、TOKIOの元メンバー
- 1月12日 - 干場崇永、元プロ野球選手
- 1月13日 - 岩居由希子、声優
- 1月13日 - 大塚晶則、メジャーリーガー
- 1月16日 - 木下隆行、お笑い芸人（TKO）
- 1月16日 - スマイリーキクチ、お笑い芸人
- 1月17日 - 平井堅、シンガーソングライター
- 1月19日 - 中川家 礼二、漫才師（中川家）
- 1月23日 - 玉野哲也、デザイナー
- 1月24日 - 久保純子、アナウンサー
- 1月25日 - 竹原慎二、元プロボクサー
- 1月26日 - 度会博文、元プロ野球選手
- 1月26日 - すっちー、お笑い芸人（吉本新喜劇座長）
- 1月27日 - 富風悟、元大相撲力士
- 1月28日 - 新庄剛志、タレント・実業家・元プロ野球選手・プロ野球監督
- 1月28日 - 土谷嘉良子、フリーアナウンサー（元札幌テレビアナウンサー）
- 1月29日 - 濱口優、お笑い芸人（よゐこ）
- 1月29日 - 大東めぐみ、タレント

### 2月
- 2月1日 - Kami、ミュージシャン(MALICE MIZER)（+ 1999年）
- 2月2日 - HISASHI、ミュージシャン（GLAY）
- 2月5日 - 長州小力、お笑い芸人
- 2月8日 - 江田照男、騎手
- 2月8日 - 望月理恵、フリーアナウンサー
- 2月9日 - 諏訪内晶子、バイオリニスト
- 2月10日 - 鷲尾直広、メカニックデザイナー、イラストレーター
- 2月11日 - 緒川たまき、女優
- 2月14日 - 武双山正士、元大相撲力士・大関、現・藤島親方
- 2月14日 - ヒロシ、お笑い芸人
- 2月15日 - 桜井誠、作家・市民活動家
- 2月16日 - 土佐ノ海敏生、大相撲力士
- 2月17日 - YUKI、歌手（元JUDY AND MARY）
- 2月19日 - 堀井学、元スピードスケート選手
- 2月19日 - 大森南朋、俳優
- 2月20日 - 松阪晶子、シンガーソングライター
- 2月22日 - 石津彩、声優
- 2月22日 - 大暮維人、漫画家
- 2月24日 - 石村知子[Web 2]、声優
- 2月24日 - キリト、ミュージシャン (ex.PIERROT、Angelo)
- 2月25日 - 有野晋哉、お笑い芸人（よゐこ）
- 2月25日 - 野口裕司、元サッカー選手
- 2月27日 - 藤田伸二、騎手
- 2月28日 - 山本淳一、俳優・タレント（元光GENJI）
- 2月28日 - 土山剛弘、プロ野球審判員
- 2月29日 - 内田朱美、アナウンサー

### 3月
- 3月2日 - 魚住りえ、アナウンサー
- 3月2日 - 琴龍宏央、元大相撲力士
- 3月4日 - 片岡愛之助 (6代目)、歌舞伎役者
- 3月5日 - 菊間千乃、弁護士、元フジテレビアナウンサー
- 3月5日 - 熊川哲也、バレエダンサー
- 3月6日 - 大森美香、脚本家・演出家・映画監督
- 3月9日 - 川江美奈子、シンガーソングライター
- 3月10日 - 藤井隆、お笑い芸人・司会者
- 3月11日 - UA、歌手
- 3月11日 - 早稲田ちえ、漫画家
- 3月12日 - 倉橋えりか、漫画家
- 3月14日 - 岡安弥生、アナウンサー
- 3月14日 - 鹿島綾乃、NHKアナウンサー
- 3月17日 - 多井隆晴、プロ麻雀士
- 3月18日 - 高橋里華、タレント
- 3月19日 - 稲森いずみ、女優
- 3月19日 - 久保恵子、タレント・キャスター
- 3月19日 - 安藤桃子、映画監督
- 3月20日 - 曽我部直樹、元プロ野球選手
- 3月21日 - 白鳥哲、俳優・声優
- 3月21日 - 伊勢直弘、俳優・声優・演出家・ラジオパーソナリティー
- 3月21日 - 塩野勝美、俳優・声優
- 3月22日 - 堀井美香、元TBSアナウンサー
- 3月22日 - 高橋信夫、プロ野球選手
- 3月28日 - 古谷実、漫画家
- 3月28日 - 加藤亜希子、フリーキャスター
- 3月29日 - 鈴木彩子 (SAICO)、歌手
- 3月29日 - 諏訪部順一、声優・ナレーター
- 3月30日 - 長野誠、SASUKEオールスターズ・漁師

### 4月
- 4月3日 - 東根作寿英、俳優
- 4月3日 - 吉井英昭、プロ野球選手
- 4月5日 - 大野まりな、声優
- 4月5日 - 竹内順子、声優
- 4月7日 - 葛山信吾、俳優
- 4月7日 - 高木広子、元フジテレビアナウンサー
- 4月9日 - 山本保司、元プロ野球選手
- 4月10日 - 鈴木尚典、元プロ野球選手
- 4月10日 - 鰐淵洋子、政治家
- 4月11日 - bice (ビーチェ)、音楽家（+ 2010年）
- 4月14日 - 片岡身江、声優
- 4月14日 - 奥野史子、元シンクロナイトスイミング選手
- 4月15日 - 木村拓也、元プロ野球選手（+ 2010年）
- 4月15日 - 椿鬼奴、タレント
- 4月15日 - 大島寛、元プロ野球選手
- 4月16日 - ユウキロック、お笑い芸人（ハリガネロック）
- 4月17日 - 富永章敬、元プロ野球選手
- 4月19日 - 小沢なつき、AV女優・元女優
- 4月20日 - コウメ太夫、お笑い芸人（公式には発表されていない）
- 4月23日 - IZAM、ミュージシャン（SHAZNA）
- 4月24日 - 犬伏稔昌、元プロ野球選手
- 4月24日 - 戎信行、元プロ野球選手
- 4月26日 - 品川祐、お笑い芸人（品川庄司）
- 4月26日 - 丸尾英司、元プロ野球選手
- 4月28日 - 今藤幸治、元サッカー選手（+ 2003年）
- 4月29日 - 島涼香、声優
- 4月29日 - 谷内聖樹、元プロ野球選手
- 4月29日 - 佐々木弥、野球選手
- 4月29日 - 山田隆裕、元サッカー選手
- 4月29日 - 相川恵里、元アイドル歌手、女優
- 4月30日 - 常盤貴子、女優
- 4月30日 - 川村丈夫、元プロ野球選手
- 4月30日 - 内之倉隆志、元プロ野球選手
- 4月30日 - 森島寛晃、元サッカー選手

### 5月
- 5月2日 - 堀込泰行、ミュージシャン（キリンジ）
- 5月2日 - 寺前正雄、元プロ野球選手
- 5月2日 - 岩本輝雄、元サッカー選手
- 5月5日 - 長見賢司、元プロ野球選手
- 5月6日 - 菊池志穂、声優
- 5月6日 - 高橋尚子、元女子マラソン選手
- 5月6日 - 増田未亜、女優
- 5月7日 - 前園泰徳、日本の教育者、環境学者
- 5月9日 - 小高恵美、元女優
- 5月9日 - 家森幸子、元テレビ東京アナウンサー
- 5月12日 - まいける、お笑い芸人、ダンサー
- 5月12日 - 和歌乃山洋、元大相撲力士・小結、現・山分親方
- 5月13日 - 小野幸一、元プロ野球選手
- 5月14日 - 日村勇紀、お笑い芸人（バナナマン）
- 5月14日 - 中居殉也、元プロ野球選手
- 5月15日 - 武井宏之、漫画家
- 5月18日 - 信田美帆、元体操選手、タレント（元太陽とシスコムーン）
- 5月21日 - 田中フミヤ、DJ
- 5月22日 - 風見好栄、IBC岩手放送アナウンサー
- 5月22日 - ゴリ、お笑い芸人（ガレッジセール）
- 5月22日 - 榎康弘、元プロ野球選手
- 5月24日 - 上杉昇、ミュージシャン（元WANDS）
- 5月24日 - 佐藤康幸、元プロ野球選手
- 5月24日 - 池田真紀、政治家
- 5月25日 - 石田ひかり、女優
- 5月27日 - 北川博敏、プロ野球選手
- 5月27日 - 小磯勝弥、俳優
- 5月27日 - 東風孝広、漫画家
- 5月27日 - 原英史、プロ野球選手
- 5月28日 - 柚木道義、政治家
- 5月29日 - 手島里華、エフエム東京アナウンサー
- 5月29日 - Közi、ミュージシャン (MALICE MIZER)
- 5月30日 - 保志総一朗[Web 3]、声優
- 5月31日 - 森敦彦、元サッカー選手

### 6月
- 6月4日 - 山田かがり、元バスケットボール選手
- 6月6日 - 黒田倫弘、ミュージシャン（SCARECROW）
- 6月7日 - 揚田.あき、タレント・実業家
- 6月8日 - 大谷ノブ彦、お笑い芸人（ダイノジ）
- 6月9日 - 半場友恵、声優
- 6月9日 - 有川浩、小説家
- 6月10日 - 藤田正大、プロ野球選手
- 6月11日 - 米正秀、元プロ野球選手
- 6月11日 - 小川香織、山形放送アナウンサー
- 6月16日 - 大碇剛、元大相撲力士、現・甲山親方
- 6月16日 - 土井雅弘、元プロ野球選手
- 6月19日 - 和田一浩、プロ野球選手
- 6月20日 - 岡崎淳二、野球選手
- 6月22日 - 松元秀一郎、元プロ野球選手
- 6月22日 - 藏田茂樹、元サッカー選手
- 6月23日 - 大岩剛、サッカー選手
- 6月26日 - 南竜次、プロ野球選手

### 7月
- 7月1日 - 稲田徹[Web 4]、声優
- 7月1日 - 関口知宏、俳優、歌手
- 7月1日 - 柴田ヨクサル、漫画家
- 7月2日 - 伴義太郎、プロ野球選手
- 7月2日 - 皆本勝弘、元サッカー選手
- 7月3日 - 岩本守道、プロ野球選手
- 7月4日 - ケンドーコバヤシ、お笑い芸人
- 7月4日 - 清水久詞、調教師
- 7月5日 - 高岩竜一、プロレスラー
- 7月5日 - 脇田寧人（ワッキー）、お笑い芸人（ペナルティ）
- 7月5日 - 阿部茂樹、元プロ野球選手
- 7月6日 - 武蔵富士敏、大相撲力士
- 7月7日 - 万永貴司、元プロ野球選手
- 7月7日 - 伊藤祐樹、野球選手
- 7月7日 - 大石尚哉、元サッカー選手
- 7月8日 - 谷原章介、俳優
- 7月8日 - なるみ、タレント
- 7月10日 - しんがぎん、漫画家（+ 2002年）
- 7月10日 - 藤原道山、尺八演奏家、作曲家
- 7月13日 - 大地洋輔、お笑い芸人（ダイノジ）
- 7月14日 - 鈴木真仁、声優
- 7月14日 - 谷口けい、女性登山家（+ 2015年）
- 7月15日 - 北勝光康仁、元大相撲力士
- 7月16日 - 児嶋一哉、お笑い芸人（アンジャッシュ）
- 7月16日 - 下川美奈、報道記者、ニュースキャスター
- 7月18日 - 大石昌義、プロ野球選手
- 7月19日 - 藤木直人、俳優、歌手
- 7月19日 - 大貝恭史、元プロ野球選手
- 7月20日 - 野田美佳子、福井放送アナウンサー
- 7月21日 - 大谷晋二郎、プロレスラー
- 7月21日 - はるな愛、ニューハーフタレント、お笑いタレント、実業家
- 7月21日 - 山﨑一玄、元プロ野球選手
- 7月21日 - 荒井昭吾、元プロ野球選手
- 7月22日 - 伊藤利尋、フジテレビアナウンサー
- 7月23日 - 加藤将斗、元プロ野球選手
- 7月23日 - 土橋正樹、元サッカー選手
- 7月24日 - 魁皇博之、大相撲力士、大関
- 7月24日 - 深川友貴、元サッカー選手
- 7月25日 - 岡野雅行、サッカー選手
- 7月27日 - 沖原佳典、元プロ野球選手
- 7月27日 - 小島慶子、ラジオパーソナリティ、元TBSアナウンサー
- 7月27日 - 清水崇、映画監督
- 7月29日 - 佐野研二郎、グラフィックデザイナー
- 7月29日 - 脇阪寿一、レーシングドライバー、レーシングチーム監督、プロデューサー
- 7月31日 - 宮田正直、プロ野球選手

### 8月
- 8月3日 - 稲葉篤紀、プロ野球選手
- 8月4日 - 矢嶋良介、歌手（元MOON）
- 8月5日 - 本村由紀子、フリーアナウンサー
- 8月5日 - 霧島れいか、女優
- 8月6日 - 新里紹也、元プロ野球選手
- 8月6日 - 武田明子、元北海道放送アナウンサー
- 8月6日 - 中嶋優一、フジテレビプロデューサー
- 8月8日 - 織田淳哉、元プロ野球選手
- 8月11日 - 喜多嶋舞、元女優
- 8月11日 - 小林綾子、女優
- 8月11日 - 厚澤和幸、元プロ野球選手
- 8月12日 - 貴乃花光司、大相撲第65代横綱、現・貴乃花親方
- 8月12日 - 金森隆浩、元プロ野球選手
- 8月12日 - 川俣浩明、元プロ野球選手
- 8月12日 - 内田利広、元サッカー選手
- 8月13日 - 入来祐作、元プロ野球選手
- 8月16日 - 西田ひかる、タレント
- 8月16日 - 近野宏明、ニュースキャスター
- 8月16日 - 伊林厚志、元プロ野球選手
- 8月18日 - 立川左平次、落語家
- 8月18日 - KCO、歌手（globe）
- 8月18日 - 中居正広、元歌手・元俳優・元司会者・元タレント（元SMAP）
- 8月18日 - 福井健太、書評家、ミステリ評論家
- 8月19日 - 米倉千尋、歌手
- 8月19日 ‐ 石神秀幸、ラーメン評論家
- 8月20日 - 梅宮アンナ、タレント
- 8月20日 - 沖田眞、元バスケットボール選手
- 8月24日 - 萩野志保子、テレビ朝日アナウンサー
- 8月25日 - 本間満、元プロ野球選手
- 8月26日 - 三土手大介、パワーリフティング選手
- 8月27日 - 渡部高史、元プロ野球選手
- 8月28日 - 内田大孝、プロ野球選手
- 8月29日 - 鈴木つかさ、お笑い芸人（元ザ・プラン9）
- 8月29日 - 親富祖弘也、元プロ野球選手
- 8月29日 - 林健太郎、元サッカー選手
- 8月30日 - 西郷泰之、野球選手
- 8月30日 - 須佐の湖善誉、元大相撲力士

### 9月
- 9月1日 - 土田晃之、タレント、芸人（元U-turn）
- 9月1日 - 柳原哲也、お笑い芸人（アメリカザリガニ）
- 9月1日 - 渡部陽一、戦場カメラマン、フォトジャーナリスト
- 9月2日 - 高橋良明、俳優・歌手（+ 1989年）
- 9月2日 - 山田南平、漫画家
- 9月5日 - 小山健二、サッカー選手
- 9月7日 - 林久美子、政治家
- 9月8日 - 大石まどか、歌手
- 9月8日 - 関智一[Web 5]、声優
- 9月12日 - 朝日美穂、シンガーソングライター
- 9月12日 - 山本栄二、プロ野球選手
- 9月13日 - 陳慧琳、香港の歌手・女優
- 9月14日 - O-JIRO、ミュージシャン（PENICILLIN）
- 9月14日 - 中村獅童、歌舞伎俳優
- 9月15日 - 円城塔、小説家
- 9月16日 - 宮川大輔、お笑い芸人
- 9月17日 - 小島麻由美、シンガーソングライター
- 9月17日 - 長嶋有、小説家
- 9月17日 - 花島優子、女優
- 9月18日 - 中村一樹、教育者、500種類以上の資格を有する平成の資格王
- 9月18日 - 渡辺英次、政治家
- 9月18日 - 武田治郎、元サッカー選手
- 9月20日 - 遠藤政隆、元プロ野球選手
- 9月20日 - 鈴木砂羽、女優
- 9月20日 - 小野優子、北海道テレビ（HTB）アナウンサー
- 9月23日 - 渡部建、お笑い芸人（アンジャッシュ）
- 9月25日 - 酒井宏之、元ラグビー選手・現俳優
- 9月26日 - 西口文也、元プロ野球選手
- 9月29日 - 真壁刀義、プロレスラー
- 9月29日 - 小沢カオル、漫画家

### 10月
- 10月2日 - 村上由利子、NHKアナウンサー
- 10月3日 - 真木蔵人、俳優
- 10月3日 - ケンタロウ、料理研究家
- 10月4日 - 高橋英樹、元プロ野球選手
- 10月5日 - 高橋コウタ、作曲家
- 10月6日 - 川畑勇一、元プロ野球選手
- 10月8日 - 上原潤之助、三味線演奏家・音楽プロデューサー
- 10月8日 - 中ノ瀬幸泰、元プロ野球選手
- 10月9日 - 長野博、歌手・俳優・タレント（20th Century）
- 10月9日 - 宮田幸季、声優
- 10月10日 - 晴山さおり、歌手
- 10月10日 - 河北通、騎手
- 10月11日 - 伊奈恭子、フィギュアスケート選手
- 10月14日 - 高木浩之、元プロ野球選手
- 10月15日 - 倉持裕、演出家・劇作家
- 10月15日 - 山本雅子、女優・声優
- 10月16日 - 森秀昭、元サッカー選手
- 10月17日 - JIRO、ミュージシャン（GLAY）
- 10月17日 - 武蔵、格闘家
- 10月17日 - 藤田宗一、プロ野球選手
- 10月18日 - 琴嵐佳史、元大相撲力士
- 10月18日 - 蜷川実花、写真家
- 10月19日 - あおきさやか、声優
- 10月19日 - 實好礼忠、元サッカー選手
- 10月20日 - 小菅真美、声優
- 10月21日 - 琴岩国武士、元大相撲力士
- 10月21日 - 森田成一、声優・俳優
- 10月21日 - 山﨑健、元プロ野球選手
- 10月21日 - 米倉利紀、ミュージシャン
- 10月23日 - 伊東敏恵、NHKアナウンサー
- 10月26日 - マツコ・デラックス、コラムニスト・タレント
- 10月27日 - 高木和弘、ヴァイオリニスト
- 10月28日 - 琴乃峰篤実、大相撲力士
- 10月29日 - 堀江貴文、実業家（ライブドア元社長）
- 10月29日 - 伊藤栄祐、プロ野球選手
- 10月31日 - 飯島愛、元タレント・元AV女優（+ 2008年）

### 11月
- 11月1日 - 古内東子、シンガーソングライター
- 11月1日 - 矢薙直樹、声優
- 11月2日 - 水野貴広、元騎手・調教師
- 11月2日 - 水野貴史、騎手（埼玉県浦和競馬組合）
- 11月2日 - 松本裕子、北海道文化放送ニュースキャスター
- 11月2日 - 上野忠、プロ野球選手
- 11月6日 - 遠藤あど、ダンサー・女優
- 11月7日 - 須賀しのぶ、小説家
- 11月7日 - 銭場一浩、元野球選手
- 11月7日 - 雅姫、ファッションモデル・ファッションデザイナー
- 11月9日 - 進藤尚美、声優
- 11月9日 - 深野健司、ラジオ福島アナウンサー
- 11月13日 - ガンビーノ小林、お笑い芸人
- 11月13日 - 木村拓哉、歌手・俳優・タレント（元SMAP）
- 11月13日 - 正津英志、元プロ野球選手
- 11月14日 - 岡崎美女、AV女優
- 11月14日 - 三浦佳子、射撃・アトランタオリンピック日本代表
- 11月16日 - みつみ美里、原画家・グラフィッカー・イラストレーター
- 11月19日 - 水内猛、スポーツキャスター・元サッカー選手
- 11月20日 - 山田広二、元プロ野球選手
- 11月21日 - 谷本道哉、運動生理学者、筋生理学者
- 11月22日 - 佐藤洋平、サッカー選手
- 11月23日 - 森下あみい、元AV女優（+ 2011年）
- 11月25日 - 坂田正彰、元ラグビー選手
- 11月26日 - Ryo、歌手（ケツメイシ）
- 11月27日 - 島田弘久、アナウンサー
- 11月28日 - 名波浩、元プロサッカー選手（元日本代表）、サッカー指導者
- 11月28日 - 松雪泰子、女優
- 11月28日 - 赤城進、声優
- 11月29日 - 荻原秀樹、声優
- 11月29日 - 伊藤大士、調教師
- 11月29日 - 田中慎弥、小説家
- 11月30日 - 橋爪浩一、元ファッションモデル・俳優 （+ 1999年）
- 11月30日 - 四位洋文、日本中央競馬会騎手、調教師

### 12月
- 12月3日 - 高岡早紀、女優
- 12月4日 - 宮村優子、声優
- 12月5日 - TAKAO、ミュージシャン（BIGBELL）
- 12月6日 - 武藤幸司、野球選手
- 12月7日 - 冨永晃道、ラジオDJ
- 12月8日 - 小林敦司、元プロ野球選手
- 12月11日 - 高柳恭子、アナウンサー
- 12月11日 - 阿部次男、野球選手
- 12月12日 - 村松有人、元プロ野球選手
- 12月12日 -  TETSU、ミュージシャン (元MALICE MIZER)
- 12月13日 - 井戸田潤、お笑い芸人（スピードワゴン）
- 12月14日 - 魚喃キリコ、漫画家
- 12月17日 - 佐々木恭子、フジテレビアナウンサー
- 12月18日 - 武田真治、俳優
- 12月20日 - 力皇猛、プロレスラー・元大相撲力士
- 12月20日 - 丹羽秀樹、政治家
- 12月22日 - 横山貴之、元サッカー選手
- 12月23日 - 渡辺由架、元グラビアアイドル
- 12月24日 - 逸見太郎、俳優・タレント
- 12月24日 - あらいすみれ、女優・モデル
- 12月25日 - 山岸敬和、政治学者
- 12月26日 - 半井小絵、気象予報士
- 12月27日 - 青山祐子、NHKアナウンサー
- 12月27日 - 対馬盛浩、元お笑い芸人（元U-turn）
- 12月27日 - 堀川早苗、女優
- 12月28日 - 寺島しのぶ、女優
- 12月29日 - 西川宏美、声優